# Nossa Distribuidora
Nossa Distribuidora é uma distribuidora de filmes brasileira criada por sete grandes produtoras nacionais. São elas: Conspiração Filmes, Lereby Produções, Morena Filmes, O2 Filmes, Vinny Filmes (selo da Europa Filmes), FL&MAM Participações e Zazen Produções.
Seu foco é facilitar a distribuição do cinema no Brasil e também promover ainda mais, o cinema brasileiro ao mundo.